# 1964

## Події
- 1 січня — Бельгія розпочала головування в Раді ЄС[1].
- 21 січня — У Республіці Китай відбулась спроба державного перевороту.
- 29 січня — СРСР вивів на навколоземну орбіту, за допомогою однієї ракети, два наукові супутники, «Електрон 1» та «Електрон 2»
- 1 липня — Федеративна Республіка Німеччина розпочала головування в Раді ЄС[1].
- 7 серпня — Конгрес США прийняв так звану «Тонкінську резолюцію», що давала право президенту Л. Джонсону вести бойові дії у Південно-Східній Азії (див. В'єтнамська війна)
- 13 серпня — відбулася остання смертна кара в Великій Британії
- 21 вересня — Мальта здобула незалежність від Великої Британії
- 10 жовтня — 24 жовтня — Олімпійські ігри в Токіо
- 5 листопада — відкриття тролейбусного руху в Чернігові.

- Леонід Брежнєв став генеральним секретарем КПРС
- Нельсон Мандела (Nelson Mandela) засуджений до довічного ув'язнення
- Жан-Поль Сартр (Jean-Paul Sartre) відмовився від Нобелівської премії

## Народились
Дивись також Категорія:Народились 1964
- 7 січня — Ніколас Кейдж (Nicolas Cage), американський актор.
- 27 січня — Бріджит Фонда (Bridget Fonda), американська акторка.
- 4 лютого — Олег Протасов, український футболіст, тренер.
- 10 лютого — Франческа Нері, італійська кіноакторка.
- 9 березня — Жульєт Бінош, французька кіноакторка.
- 10 березня — Нене Черрі, шведська співачка.
- 10 березня — Британський принц Едвард.
- 28 березня — Шеріл Джеймс, американська реп-співачка.
- 29 березня — Ель Макферсон, австралійська топ-модель
- 6 квітня — Девід Вудард (David Woodard), американський письменник та диригент.
- 7 квітня — Расселл Кроу (Russel Crowe), австралійський актор.
- 11 квітня — Войчех Плохарскій, польський журналіст, автор, композитор, мандрівник.
- 17 квітня — Тахмасіб Аждаров, вчений Азербайджану та України; доктор економічних наук (2002).
- 20 квітня — Енді Серкіс, англійський актор.
- 25 квітня — Генк Азарія, американський кіноактор і актор озвучування.
- 25 квітня — Енді Белл, англійський поп-співак.
- 29 квітня — Ірина Фаріон, український мовознавець, педагог, науковець, доктор філологічних наук, професор, політик, народний депутат України VII скликання (пом. в 2024).
- 1 травня — Чарлі Шлаттер, актор.
- 9 травня — Милослав Мечір, чехословацький тенісист.
- 13 травня — Ронні Коулмен, професійний культурист.
- 24 травня — Олег Скрипка, український музикант, вокаліст, лідер гурту «Воплі Відоплясова».
- 25 травня:
  - Шефір Сергій, український державний посадовець, сценарист і продюсер, директор «Студії Квартал-95».
  - Рей Стівенсон, англійський актор кіно, телебачення і театру.
- 26 травня — Ленні Кравіц (Lenny Kravitz), американський рок-музикант, співак, композитор.
- 10 червня — Джиммі Чемберлен, рок-музикант (Smashing Pumpkins).
- 12 червня — Анатолій Гнатюк, український актор, телеведучий.
- 15 червня — Кортні Кокс, американська акторка.
- 15 червня — Мікаель Лаудруп, данський футболіст.
- 17 червня — Міхаель Гросс, німецький плавець.
- 19 червня :
  - Браян Вандер Арк, співак, музикант гурту Verve Pipe.
  - Борис Джонсон, британський політик та колишній журналіст; прем'єр-міністр Великої Британії з 2019 року.
- 21 червня — Дуг Савант, актор.
- 22 червня — Абе Хіросі, японський актор.
- 29 червня — Сосо Павліашвілі, російський поп-співак.
- 29 червня — Стедмен Пірсон, співак.
- 5 липня — Філіп де Вільде, бельгійський футболіст.
- 9 липня — Кортні Лав, акторка, співачка (гурт Hole).
- 16 липня — Мігель Індурайн, іспанський велогонщик.
- 20 липня - Кріс Корнелл, американський вокаліст, гітарист, та композитор. Фронтмен гурту Soundgarden, та соліст Audioslave.
- 23 липня — Наталія Кондратюк, українська тележурналістка.
- 26 липня — Сандра Баллок (Sandra Bullock), американська акторка.
- 28 липня — Лорі Локлін, акторка.
- 30 липня — Юрген Клінсманн (Jurgen Klinsmann), німецький футболіст.
- 31 липня — Сі Сі Кетч (CC Catch), німецька поп-співачка.
- 6 серпня — Валерій Астахов, український актор і телеведучий.
- 18 серпня — Наталія Ветлицька, російська поп-співачка.
- 22 серпня — Матс Віландер, шведський тенісист.
- 1 вересня — Женя Бєлоусов, російський поп-співак.
- 2 вересня — Кіану Рівз, американський актор.
- 7 вересня — Рибачук Марина Василівна, українська художниця.
- 7 жовтня — Сем Браун, британська співачка.
- 9 жовтня — Корбан Олег Борисович, громадсько-політичний діяч.
- 31 жовтня — Марко ван Бастен (Marco van Basten), голландський футболіст.
- 12 листопада — Наталія Негода, російська акторка.
- 1 грудня — Сальваторе Скілаччі, італійський футболіст.
- 4 грудня — Маріса Томей, американська акторка.
- 19 грудня — Арвідас Сабоніс (Arvidas Sabonis), литовський баскетболіст.
- 23 грудня — Едді Веддер, американський музикант та соліст гурту Pearl Jam.

## Померли
Дивись також Категорія:Померли 1964
- 6 березня — Анатолій Галактіонович Петрицький, український живописець, театральний художник і графік
- 18 березня — Норберт Вінер, американський математик, засновник кібернетики
- 24 липня — Рильський Максим Тадейович, український поет, перекладач, публіцист
- 1 грудня — Холдейн, Джон Бьордон Сандерсон- британський біолог, член Лондонської королівської спілки
- 18 квітня — Асакура Фуміо, японський скульптор
- 15 жовтня — Кол Портер, американський композитор
- 19 жовтня — Бірюзов Сергій Семенович, військовий діяч СРСР, Маршал Радянського Союзу, Герой Радянського Союзу
- 1 листопада — Мельник Андрій Атанасович — полковник армії УНР, військовий і політичний діяч, один з найближчих соратників Євгена Коновальця. Організатор формації Січових Стрільців у Києві, один з організаторів УВО. З 1938 — голова Проводу ОУН.
- 29 жовтня — Василь Іванович Агапкін, відомий як автор маршу «Прощание славянки».

## Нобелівська премія
- з фізики: Таунс Чарлз Хард, Басов Микола Геннадійович та Прохоров Олександр Михайлович — «За фундаментальні роботи в області квантової електроніки, що призвели до створення випромінювачів і підсилювачів на лазерно-мазерному принципі»
- з хімії: Дороті Кроуфут Ходжкін — «За визначення за допомогою рентгенівських променів структур біологічно активних речовин».
- з медицини та фізіології: Конрад Блох та Феодор Лінен — «За відкриття, що стосуються механізмів і регуляції обміну холестерину і жирних кислот».
- з літератури: Жан-Поль Сартр (Jean-Paul Sartre) (відмовився)
- премія миру: Мартін Лютер Кінг — «За діяльність на користь рівноправності чорношкірих»